# Advocat Militar General (Israel)
L'Advocat Militar General (en hebreu: הפרקליטות הצבאית) ajuda a les Forces de Defensa d'Israel a implementar regles de conducta mitjançant l'assessorament jurídic, la instrucció legal, el manteniment dels mecanismes d'enjudiciament militar i la defensa legal i el compliment de normes jurídiques especials, la seva tasca és supervisar l'estat del dret militar en les FDI, mitjançant l'exercici dels instruments operatius designats i l'ús de l'autoritat pertinent.

## Funcions
Les principals activitats de l'Advocat General Militar són els següents:
Mantenir els sistemes d'acusació i de defensa legal davant els tribunals militars.
Proporcionar a les autoritats militars assessorament jurídic sobre dret militar i sobre la legislació en general (inclòs si fos necessari el dret internacional).
Mantenir el sistema de tribunals militars a les zones sota la jurisdicció de les FDI.
Fer efectiva la supervisió de les normes de conducta en les FDI.
Dur a terme la supervisió de les normes de recerca en el si de les FDI i als centres de detenció militars.
Representar a les FDI davant els organismes públics nacionals i internacionals.
Fer efectiva l'ensenyament de la Llei i la jurisprudència, en les FDI i promoure els seus valors entre els soldats, oficials i comandants.

## Estructura
L'oficina de l'Advocat Militar General consta dels següents òrgans:

### Advocat Militar General
L'Advocat Militar General (AMG) és el cap del servei jurídic de les FDI, actualment és la General Yifat Tomer-Yerushalmi. És un membre de l'Estat Major, però no està professionalment subordinat al Cap de l'Estat Major (Ramatcal).

### Advocat Militar General Adjunt
Coordina i dirigeix l'oficina de l'Advocat Militar General, actua com el AMG en funcions durant l'absència del Cap.

### Cap Fiscal Militar
Està encapçalat pel Cap Fiscal Militar, és responsable de la persecució penal. El Cap Fiscal Militar té autoritat exclusiva per presentar apel·lacions davant el Tribunal Militar d'Apel·lacions, sobre les sentències dictades pels Tribunals Militars de Districte.

### Cap de Defensa Militar
És el responsable de defensar als soldats i oficials davant els tribunals militars, durant les apel·lacions a la Cort Militar d'Apel·lacions i proporcionar la representació i l'assessorament jurídic necessari als membres de l'exèrcit mentre se sotmeten a una recerca.

### Departament de Justícia Administrativa
Supervisa la conducta administrativa i proporciona assessorament jurídic a les àrees relacionades amb el dret administratiu.

### Departament d'Amnistia
Centralitza les apel·lacions i les peticions d'amnistia al President, proporciona l'opinió legal al Cap de l'Estat Major (Ramatcal) com l'autoritat que confirma els veredictes i les sentències (incloent les reduccions de condemna), assessora legalment al Comitè legal, sobre els antecedents penals dels soldats abans del seu reclutament, gestiona els alliberaments de presoners en el marc dels acords de pau, i la seva tasca és gestionar les apel·lacions al Tribunal Suprem.

### Departament de Vigilància
S'ocupa de les crítiques als òrgans del AMG i coordina les seves activitats amb les entitats investigadores fos de les FDI.

### Divisió de Dret Internacional
Aquesta branca, encapçalada per l'assistent del AMG pels assumptes referents al dret internacional, assessora al servei jurídic en les àrees que estan relacionades amb el dret internacional (incloent els assumptes referents als territoris palestins ocupats).

### Legislació i Branca de Consultoria
Aquesta branca és responsable de l'assessoria jurídica i la legislació relativa als militars a les àrees que no estan relacionades amb el dret internacional, ni amb els territoris ocupats militarment per Israel.

### Assessor Legal de Judea i Samaria
L'assessor jurídic de Judea i Samaria està encarregat de prestar assessorament jurídic sobre les activitats militars i l'administració militar del comandant militar de la regió de Judea i Samaria, i el cap de l'administració civil. Respecte a aquesta funció, la divisió júridica té una difícil tasca, ja que ha d'equilibrar els interessos de seguretat amb les preocupacions humanitàries i exerceix un paper actiu en la solució de les disputes entre els colons israelians i els ciutadans palestins.
La divisió júridica ofereix assessorament jurídic, sobre diversos aspectes referents a les mesures de seguretat, la planificació i zonificació, el registre de la propietat de les terres, l'activitat econòmica, el govern municipal, etc.
A més, la divisió júridica té un paper important en la guerra financera contra les organitzacions terroristes, així com en el seguiment i posterior detenció, de les persones involucrades en activitats delictives. Finalment, la divisió exerceix un paper central a la planificació de la ruta, la determinació dels accessos i les zones de pas, les peticions de clemència al Tribunal Superior de Justícia i la resolució de diverses qüestions legals, així com la petició d'indemnitzacions, a causa de la construcció del mur de seguretat, a la regió de la Judea i Samaria.

### Escola de Dret Militar
L'Escola de dret militar, és la responsable d'ensenyar les lleis i la jurisprudència penal. L'escola, ofereix la formació necessària als seus alumnes, per fer possible el progrés professional i personal dels oficials del AMG.